# 史元調
史元調（？年—？年），字鼎如，號築巖，直隶鎮江府金坛县籍，溧阳县人。明朝末年政治人物。

## 生平
天啓四年（1624年）甲子科應天府乡试舉人，崇祯四年（1631年）辛未科进士。吏部观政时，两次上疏申雪父亲工部主事史維堡为朱长世連累革職之冤。后授江陵县知县，崇祯五年因将楚藩为盗害民的宗室沉江，被惠王朱常潤弹劾其擅自杀人，被逮入狱，之后革职为民。崇祯十五年，巡按汪承詔举荐他复职，推辞不出，卒后入祀江陵名宦祠。

## 亲属
子史逸嗣，字𪊲長，中康熙五年北榜，任桃源教谕。